# 摂津市立鳥飼西小学校
摂津市立鳥飼西小学校（せっつしりつとりかいにししょうがっこう）は、大阪府摂津市にある公立小学校。

## 沿革
- 1974年4月　開校
- 同年6月　プール完成
- 1975年3月　校章制定
- 1993年12月　コンピュータールーム完成

## 通学区域
- 摂津市 鳥飼西1-5丁目、鳥飼野々1丁目、鳥飼八防2丁目、鳥飼和道1丁目、東一津屋
  - 卒業生は摂津市立第二中学校に進学する。